# 札幌インターチェンジ

札幌ジャンクション／インターチェンジの概要

札幌インターチェンジ（さっぽろインターチェンジ）は、北海道札幌市白石区米里にある道央自動車道のハーフインターチェンジ。旭川方面への出入口が設置されている。
札幌ジャンクションに併設されており、札幌料金所がある。なお、通常の本線料金所と異なり、直進となる内側がIC出口料金所、分岐となる外側が本線料金所となっている。
旭川方面から走行してきた場合、札幌JCTを利用して道央道（苫小牧・千歳方面）や札樽道（小樽方面）へ向かう車両は、本線料金所で札幌ICまでの料金と均一区間の料金をまとめて支払う。道央道（苫小牧・千歳方面）や札樽道（小樽方面）から走行してきた場合はすでに均一区間料金を支払っているので、札幌ICから流入してくる車と同じ料金所を利用して通行券授受またはETC流入情報入力を行う。
札幌ICは旭川方面のみの出入口であり、苫小牧方面や小樽方面へは接続していない。これらの方面へは北郷ICまたは雁来ICを利用する。
東日本高速道路北海道支社札幌管理事務所所在地。

## 歴史
- 1983年（昭和58年）11月9日：札幌IC - 岩見沢IC間が開通。なお、当ICは「札幌IC」としては2代目であり、初代は1971年（昭和46年）12月4日に開通した国道5号札幌小樽道路（札樽バイパス、1973年〈昭和48年〉4月1日から札樽自動車道）の札幌西ICが名乗っていた。
- 1985年（昭和60年）10月25日：札幌IC - 札幌南IC間が開通。
- 1992年（平成4年）9月30日：札幌西IC - 札幌JCT間が開通し、札樽自動車道と接続。
- 2018年（平成30年）12月 : IC番号を「1」から「33」に変更[注 1]。
- 2021年（令和3年）7月1日：管理事務所再編により、札幌管理事務所設置。[7]

## 周辺
- 米里北地区工業団地[8]
- 札幌市豊平川水再生プラザ
- 札幌インター自動車学校

## 接続する道路
- 直接接続
  - 国道274号（札幌新道）
  - 主要市道9901号旭山公園米里線（南7条米里通）

- 間接接続
  - 国道275号
  - 北海道道89号札幌環状線（環状通）

## 料金所

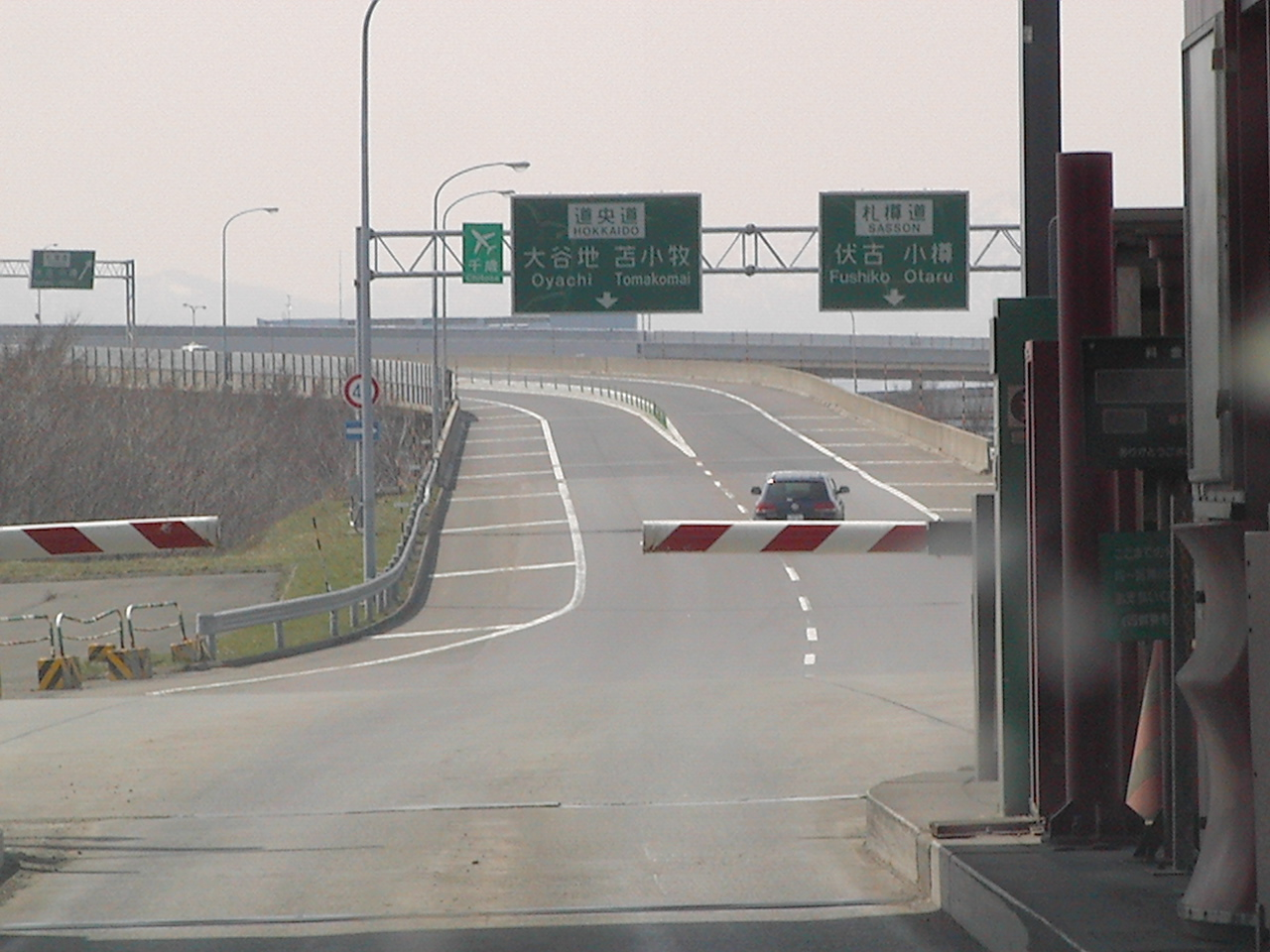
札幌本線料金所から見た道央道・札樽道分岐

- 総ブース数：14

入口（札幌JCTから流入してきた車両と共用）
- ブース数：5
  - ETC専用：3
  - 一般：2

出口
- ブース数：5
  - ETC専用：2
  - 一般：3

本線料金所（苫小牧・小樽方向）
- ブース数：4
  - ETC専用：2
  - 一般：2

## 隣
E5 道央自動車道
(31)北郷IC - (32)札幌JCT - (33)札幌IC/TB - (34)江別西IC